# The Legend of Zelda: Tears of the Kingdom

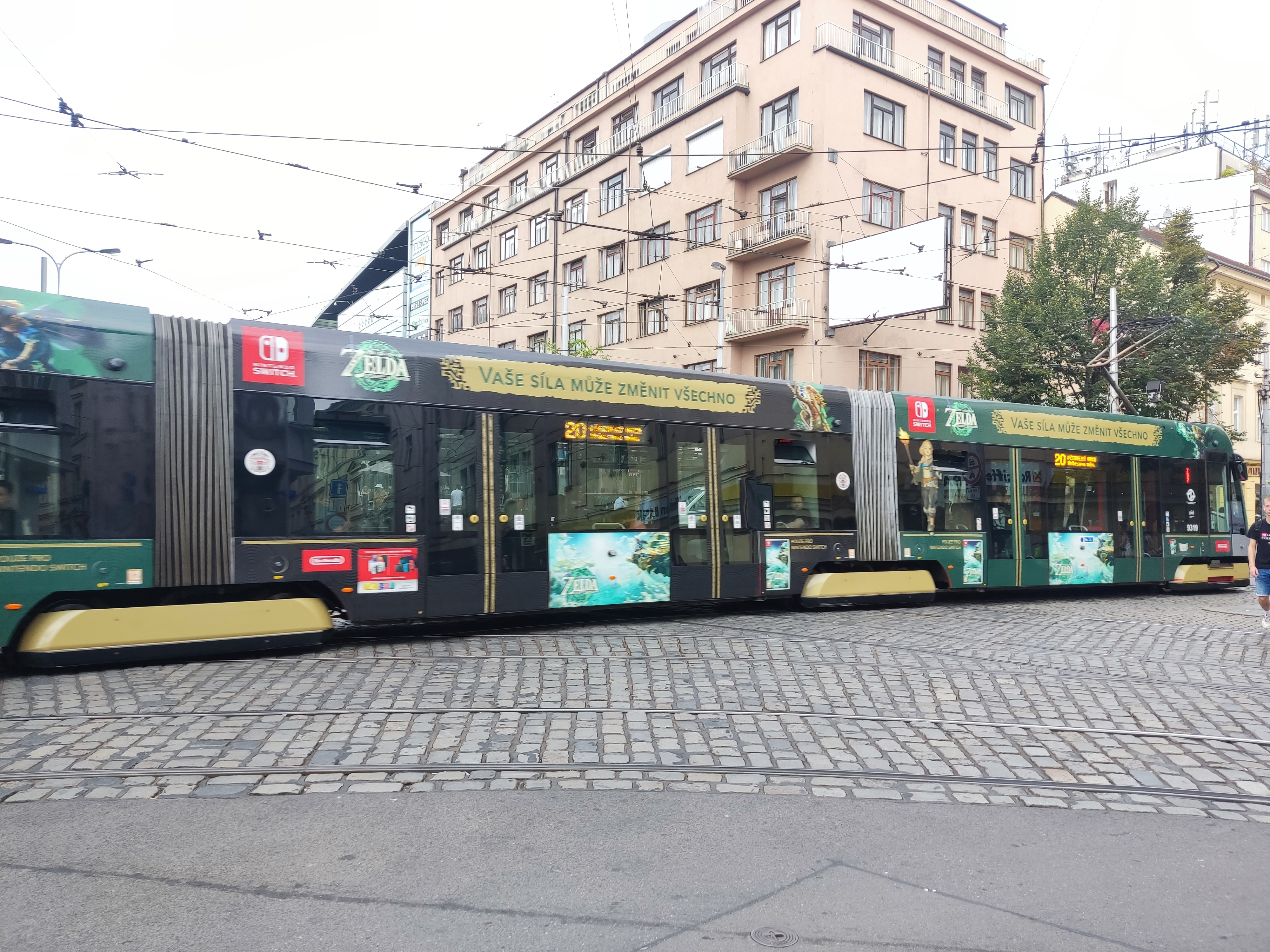
Reklama na Andělu

The Legend of Zelda: Tears of the Kingdom je akční adventura od japonské společnosti Nintendo. Jedná se o pokračování hry The Legend of Zelda: Breath of the Wild (2017). Hra byla vydána 12. května 2023 pro herní konzoli Nintendo Switch.
Po vydání hra získala kritické přijetí za vylepšení, rozšířený otevřený svět a funkce povzbuzující k průzkumu a experimentování. Je považována za jednu z nejlepších her všech dob.

## Vývoj
Vývoj začal v roce 2017 po dokončení hry The Legend of Zelda: Breath of the Wild. Hra byla poprvé oznámena na E3 2019 jako pokračování série Breath of the Wild. Na E3 2021 Nintendo debutovalo trailerem, který odhalil hratelnost, příběhové prvky a datum vydání. Další informace byly odhaleny v prezentaci Nintendo Direct konané v září 2022, včetně názvu Tears of the Kingdom a data vydání 12. května 2023. Před oznámením titulu mnozí hru označovali jako Breath of the Wild 2.
Hra vznikla poté, co tým nemohl využít všechny nápady plánované pro stahovatelný obsah Breath of the Wild. Mezi nové prvky patří plovoucí ostrovy nad Hyrule, mezi nimiž se hráči mohou vznášet ve stylu podobném hře The Legend of Zelda: Skyward Sword (2011).

## Ocenění a nominace
| Rok  | Ocenění                | Kategorie           | Výsledek  | Ref.   |
| ---- | ---------------------- | ------------------- | --------- | ------ |
| 2020 | The Game Awards 2020   | Nejočekávanější hra | nominace  | [ 10 ] |
| 2021 | Golden Joystick Awards | Nejžádanější hra    | nominace  | [ 11 ] |
| 2021 | The Game Awards 2021   | Nejočekávanější hra | nominace  | [ 12 ] |
| 2022 | Golden Joystick Awards | Nejžádanější hra    | vítězství | [ 13 ] |
| 2022 | The Game Awards 2022   | Nejočekávanější hra | vítězství | [ 14 ] |